# Tapejara (kommun i Brasilien, Paraná, lat -23,63, long -52,91)
Tapejara är en kommun i Brasilien.   Den ligger i delstaten Paraná, i den södra delen av landet, 1 000 km sydväst om huvudstaden Brasília. Antalet invånare är 14 600.
Följande samhällen finns i Tapejara:
- Tapejara

Trakten runt Tapejara består i huvudsak av gräsmarker. Runt Tapejara är det ganska glesbefolkat, med 35 invånare per kvadratkilometer.